# 糠沢駅
糠沢駅（ぬかざわえき）は、秋田県北秋田市綴子（つづれこ）字下谷地（したやち）にある、東日本旅客鉄道（JR東日本）奥羽本線の駅である。
日中は普通列車が通過する時間帯があるほか、秋田発大館行最終列車も通過する。

## 歴史
- 1956年（昭和31年）12月3日：国鉄の駅として北秋田郡鷹巣町に開業[2][3]。
- 1970年（昭和45年）
  - 1月16日：荷物扱いを廃止[3]。
  - 1月26日：駅員常駐廃止（駅員1人を鷹巣駅から派遣）[5]。
  - 10月8日：完全無人化[5]。
- 1987年（昭和62年）4月1日：国鉄分割民営化により、JR東日本の駅となる[3]。
- 1988年（昭和63年）：貨車を改造した駅舎になる。
- 2009年（平成21年）7月1日：駅舎が綴子大太鼓形に改築され供用開始となる[6]。
- 2018年（平成30年）12月1日：大館駅の業務委託化に伴い、東能代駅に管理駅が変更となる。
- 2024年（令和6年）10月1日：えきねっとQチケのサービスを開始[1][7]。

## 駅構造
相対式ホーム2面2線を持つ地上駅。互いのホームは跨線橋で連絡している。
東能代駅管理の無人駅である。1988年（昭和63年）から貨車を改造した駅舎が利用されてきたが、秋田建築技術センターの設計・施工により2009年（平成21年）7月1日に地元で有名な綴子大太鼓の形を取り入れた新駅舎が利用開始された。新駅舎は鉄骨造平屋建ての9.8平方メートルである。

### のりば
| 番線 | 路線      | 方向 | 行先             |
| ---- | --------- | ---- | ---------------- |
| 1    | ■奥羽本線 | 下り | 大館・青森方面   |
| 2    | ■奥羽本線 | 上り | 鷹ノ巣・秋田方面 |

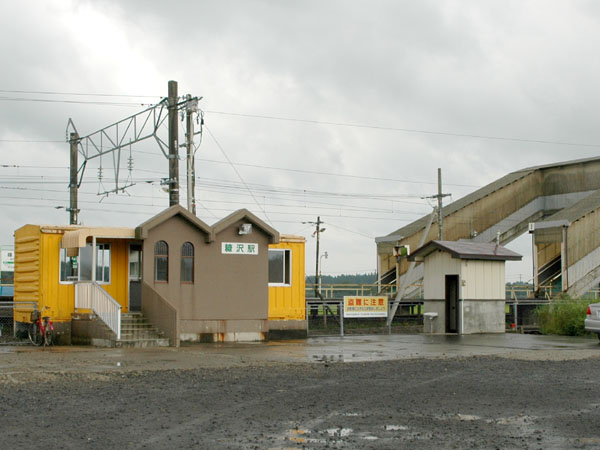
旧駅舎（2004年8月）
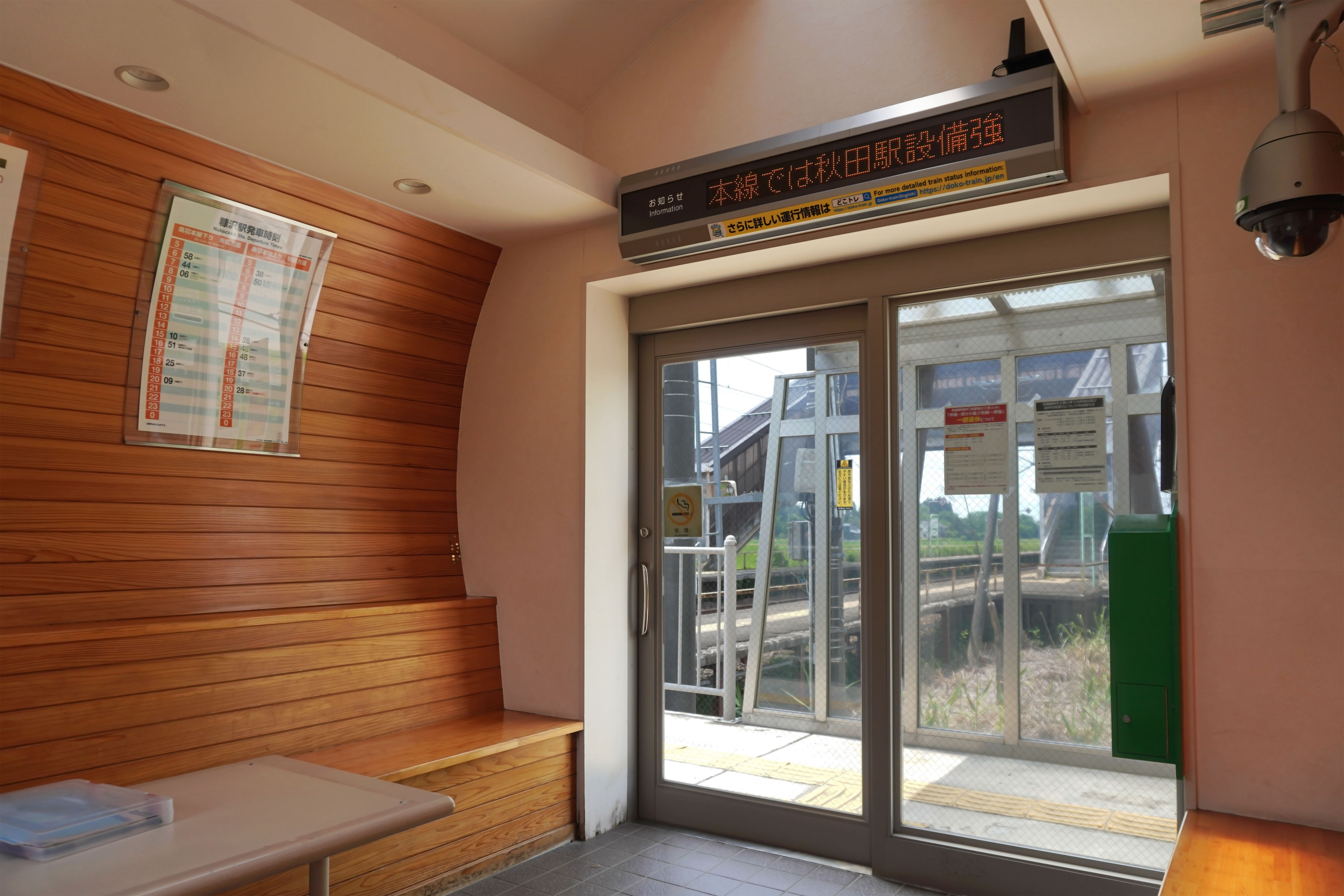
駅舎内（2024年6月）
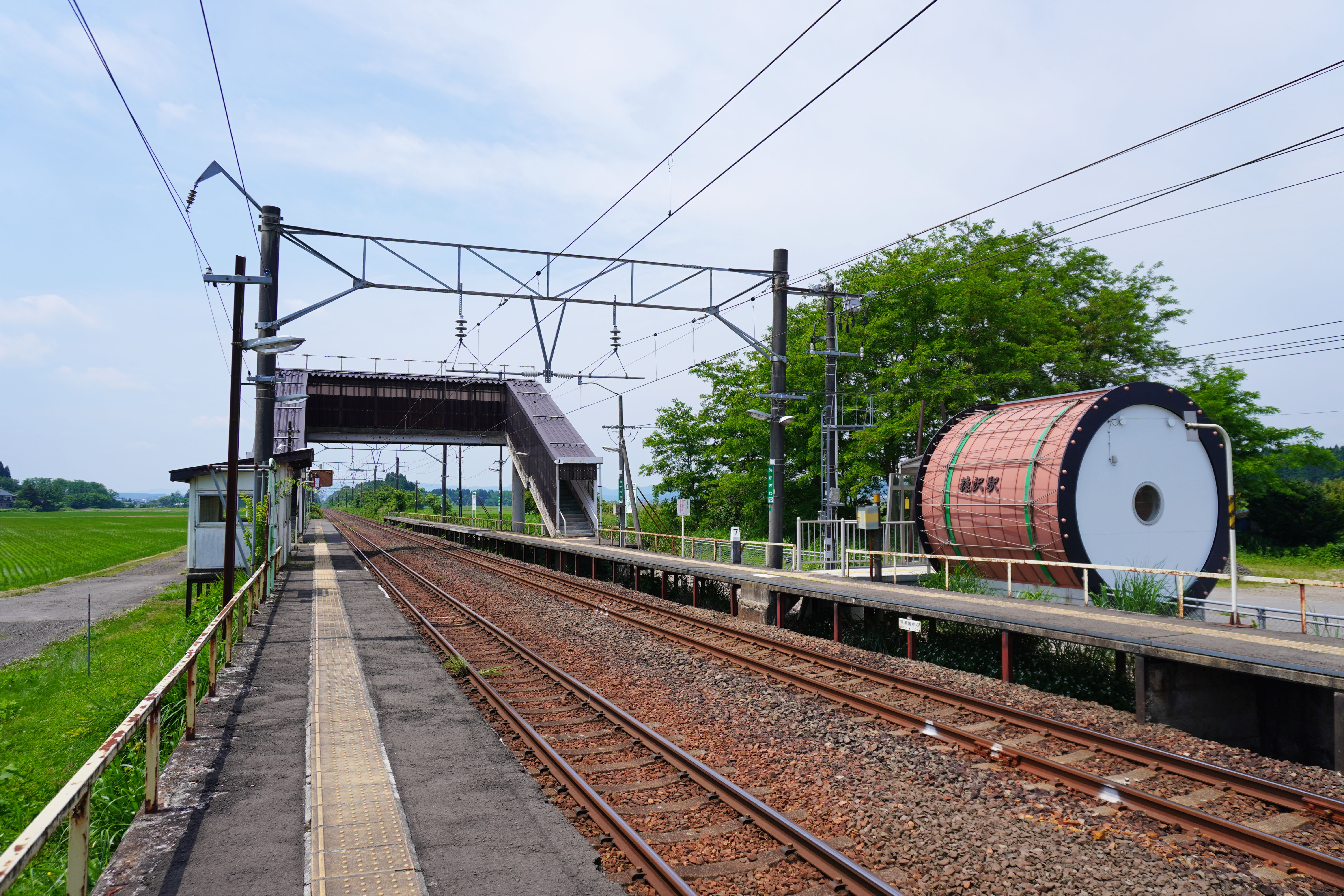
ホーム（2024年6月）

## 駅周辺
- 国道7号
- 糠沢神社
- 道の駅たかのす
- 北秋田市立綴子小学校
- 秋田県立鷹巣技術専門校
  - 日中の普通列車通過時間帯は、下記バス路線でのみ到達可能である。

### バス路線
「糠沢駅入口」停留所にて、秋北バスが運行する路線バスが発着する。
- 早口駅・大館市立総合病院方面、大館駅前ゆき
- 鷹ノ巣駅前・イオンタウン鷹巣方面

## 隣の駅
東日本旅客鉄道（JR東日本）
■奥羽本線
□快速
通過
■普通（一部列車は当駅通過）
鷹ノ巣駅 - 糠沢駅 - 早口駅